# Clitocybe rivulosa
Clitocybe rivulosa, је веома отровна гљива, позната и као лажни шампињон. Лако ју је заменити за јестиву гљиву Marasmius oreades (Шампињон вилин прстен).

## Станиште и сезона раста
Лажни шампињон расте у групама или прстеновима. Јавља се на песковитом тлу, у трави поред стаза и путева. Расте од касног лета до касне јесени. У природи се среће веома често.

## Идентификација
Клобук је сиве боје са концентричним прстеновима. Пречника је 25 cm. У почетку је купаст, али се брзо исправља, при чему остаје мало улегнуће у средини. Руб клобука остаје мало увијен. Стабљика је дуга 2-4 cm, боје сличне боји клобука. Збијени сиви листићи спуштају се низ стабљику.
Боја меса на пресеку клобука варира у боји од пељаво-беле до сиве. Отисак спора је бео.

### Сличности и разлике са другим врстама гљива
По изгледу, али и по станишту, лажни шампињон се лако може помешати са јестивим шампињоном вилин прстен (Marasmius oreades). Обе ове врсте расту у прстеновима, у сличним условима и у исто доба године. Дешава се да њихови прстенови расту на неколико метара један од другог. Збијеност листића и облик клобука важне су карактеристике по којима се ова печурка разликује од јестивог вилиног прстена. Средина клобука лажног шампињона улегнута је, док је код вилиног прстена испупчена. Листићи лажног шампињона су збијени и сиви, док су код вилиног прстена беле до жуто-мрке боје и веома се истичу. Добро би било, пре прикупљања јестивог вилиног прстена, пронаћи у природи обе врсте и упоредити их.
Лажни шампињон се, такође, може помешати и са брашњачом (Clitopilus prunulus) и отровном брашњачом (Clitocybe dealbata).
| Лажни шампињон (Clitocybe rivulosa) | Шампињоном вилин прстен (Marasmius oreades) | Брашњача (Clitopilus prunulus) | Отровна брашњача (Clitocybe dealbata) |
| ----------------------------------- | ------------------------------------------- | ------------------------------ | ------------------------------------- |
|                                     |                                             |                                |                                       |
|                                     |                                             |                                |                                       |
|                                     |                                             |                                |                                       |